# 레이철 하우스
레이철 하우스(영어: Rachel House, ONZM, 1971년 10월 20일 ~ )는 뉴질랜드의 배우이다. 마오리족 출신으로 타이카 와이티티 감독의 영화 《독수리 대 상어》, 《소년》, 《내 인생 특별한 숲속 여행》에 출연했다. 디즈니 애니메이션 영화 《모아나》(2016)에서 모아나의 할머니 탈라 역을 맡았다.

## 출연작 목록

### 영화
| 연도 | 제목                     | 원제                            | 배역        | 비고        |
| ---- | ------------------------ | ------------------------------- | ----------- | ----------- |
| 2002 | 웨일 라이더              | Whale Rider                     | 샤일로      |             |
| 2007 | 이글 대 샤크             | Eagle vs Shark                  | 낸시        |             |
| 2010 | 보이                     | Boy                             | 마라에아    |             |
| 2016 | 내 인생 특별한 숲속 여행 | Hunt for the Wilderpeople       | 폴라        |             |
| 2016 | 더 리허설                | The Rehearsal                   | 루이아      |             |
| 2016 | 모아나                   | Moana                           | 탈라 할머니 | 목소리 출연 |
| 2017 | 토르: 라그나로크         | Thor: Ragnarok                  | 토파즈      |             |
| 2019 | 조조 래빗                | Jojo Rabbit                     | 미군 병사   | 삭제        |
| 2020 | 펭귄 블룸                | Penguin Bloom                   | 게이        |             |
| 2020 | 소울                     | Soul                            | 테리        | 목소리 출연 |
| 2021 | 우리 함께 아웃백으로!    | Back to the Outback             | 저신타      | 목소리 출연 |
| 2023 | 넥스트 골 윈즈           | Next Goal Wins                  | 루스        |             |
| 2024 | 고질라 X 콩: 뉴 엠파이어 | Godzilla x Kong: The New Empire | 햄튼        |             |
| 2024 | 모아나 2                 | Moana 2                         | 틸라        | 목소리 출연 |
| 2025 | 마인크래프트 무비        | A Minecraft Movie               | 말고샤      | 목소리 출연 |

## 서훈
- 2017년 뉴질랜드 공로 훈장 4등급(ONZM) 수훈[1]